# スティーヴン・キング/ナイトフライヤー
『スティーヴン・キング/ナイトフライヤー』（原題：The Night Flier）は、1997年制作のアメリカ合衆国のホラー映画。スティーヴン・キング原作の同名小説の映画化。夜の空港をセスナ機で渡り歩いて殺戮を犯していく新手の吸血鬼と、それを追う新聞記者の姿を描く。

## あらすじ
タブロイド紙「インサイド・ビュー」の記者リチャードはある日、編集長のマートンから謎めいた連続殺人事件の取材を命じられる。それは“ドワイト・レンフィールド”なる殺人鬼がセスナで田舎の飛行場に降り立って、次々と人を殺し、全身の血を抜き取るというものであった。
リチャードは新たな犠牲者が現われた町へ向かう。そこで凄惨な殺人現場を目の当たりにした彼は、この事件の特ダネをものにしようと血気にはやる。さらに調査を進めた彼は、事件の前後に1機の黒いセスナ機が必ず現れていることをつかむ。
そして、とある町の飛行場でそのセスナをつきとめたリチャードは、機内で棺桶を発見する。実はその犯人は、何世紀も生き延びてきた本物の吸血鬼だったのだ。飛行場は死体の山で、リチャードはその中に例の吸血鬼ドワイトの姿を見る。するとドワイトは、リチャードに幻覚をもたらして彼を幻惑させる。

## キャスト
- リチャード・ディーズ：ミゲル・フェラー（吹替：菅生隆之）
- キャサリン・ブレア：ジュリー・エントウィッスル（吹替：相沢恵子）
- マートン・モリスン：ダン・モナハン（吹替：二又一成）
- ドワイト・レンフィールド（吸血鬼）：マイケル・H・モス（吹替：坂口芳貞）